# 李舜琴
李舜琴（1902年—1979年），原名明正，男，山西平遥人，中华人民共和国政治人物，曾任第三、四届全国政协委员。